# Bombón de azúcar
«Bombón de Azúcar» (рус. Сладкая конфетка) — шестой сингл с альбома Рики Мартина A Medio Vivir. Он был выпущен 12 октября 1996 г.
Также был выпущен клип
Песня достигла двенадцатой строки в Latin Pop Songs в США.
Ремиксы песни вошли в европейский сингл «Te Extraño, Te Olvido, Te Amo». «Bombón de Azúcar» был также записан на «La Secta AllStar».

## Форматы и трек-листы
US promotional CD single
1. «Bombón de Azúcar» — 4:58

## Charts
| Чарт (1996)                  | Наивысшая позиция |
| ---------------------------- | ----------------- |
| US Billboard Latin Pop Songs | 12                |